# Serica loxia
Serica loxia är en skalbaggsart som beskrevs av Dawson 1920. Serica loxia ingår i släktet Serica och familjen Melolonthidae. Inga underarter finns listade i Catalogue of Life.